# Balda (keresztnév)
A Balda német eredetű név, ami a Bald- előtagú, germán eredetű nevek önállósult beceneve. Jelentése: merész.

## Gyakorisága
Az újszülötteknek adott nevek körében az 1990-es években szórványosan fordult elő. A 2000-es és a 2010-es években sem szerepelt a 100 leggyakrabban adott női név között.
A teljes népességre vonatkozóan a Balda sem a 2000-es, sem a 2010-es években nem szerepelt a 100 leggyakrabban viselt női név között.

## Névnapok
- február 27.[2]